# 卡姆琳·罗杰斯
卡姆琳·罗杰斯（英語：Camryn Rogers，1999年6月7日—），加拿大女子田径运动员，2022年世界田径锦标赛女子链球银牌得主、2022年英联邦运动会女子链球金牌得主、2023年世界田径锦标赛女子链球金牌得主。